# Markus Svendsen
Pour les articles homonymes, voir Svendsen.
Markus Anton Svendsen, né le 28 février 1941 à Havøysund, est un coureur norvégien du combiné nordique.

## Biographie
Représentant le club IL i Bul, à Oslo, il devient champion de Norvège en 1967 et 1968. Aux Jeux olympiques d'hiver de 1968, pour sa première sélection majeure, il se classe 27e.
Sur le Festival de ski de Holmenkollen, il arrive troisième en 1967 et deuxième en 1970, derrière Karl-Heinz Luck. Aux Jeux du ski de Lahti, il remporte deux fois la compétition en 1966 et 1967.

## Palmarès

### Jeux olympiques
| Épreuve / Édition | Grenoble 1968 |
| Individuel        | 27e           |

### Championnats du monde
| Épreuve / Édition | Štrbské Pleso 1970 |
| Individuel        | 19e                |